# Vincent Winter
Vincent Winter (* 29. Dezember 1947 in Aberdeen, Schottland; † 2. November 1998 in Chertsey, England) war ein britischer Schauspieler, der als Kinderstar bekannt wurde.

## Leben
Vincent Winter wurde am 29. Dezember 1947 im schottischen Aberdeen geboren. Seine erste Rolle im Film Besiegter Haß (Originaltitel: The Kidnappers) spielte er bereits 1953/54 im Alter von sechs Jahren. Für diese Rolle wurde Vincent Winter bei der Oscarverleihung 1955 gemeinsam mit dem drei Jahre älteren Jon Whiteley mit dem Juvenile Award, einem damals vergebenen Ehrenoscar für Jugenddarsteller, ausgezeichnet.
Bis 1964 stand Winter in insgesamt zehn Filmen vor der Kamera, wie viele Kinderstars setzte er seine Karriere als Erwachsener nicht fort. Stattdessen arbeitete Winter als Produktionsleiter, Filmproduzent und Regieassistent an zahlreichen Filmen mit.
Am 2. November 1998 starb Winter im englischen Chertsey mit 50 Jahren an einem Herzinfarkt.

## Filmografie

### Darstellung
- 1954: Besiegter Haß (The Kidnappers)
- 1955: Der schwarze Prinz (The Dark Avenger)
- 1956: A Day of Grace
- 1957: Zwölf Sekunden bis zur Ewigkeit (Time Lock)
- 1959: Hinter diesen Mauern (Beyond This Place)
- 1959: Ein Schotte auf Brautschau (The Bridal Path)
- 1961: Gorgo
- 1961: Greyfriars Bobby: The True Story of a Dog
- 1962: Ein Gruß aus Wien (Almost Angels)
- 1964: Die drei Leben des Thomasina (The Three Lives of Thomasina)

### Regieassistenz
- 1975: Royal Flash
- 1977: Werden Sie schon bedient? (Are You Being Served?)
- 1977: Checkered Flag or Crash
- 1978: Der Hund von Baskerville (The Hound of the Baskervilles)
- 1978: Die Stute (The Stud)
- 1978: The Sailor’s Return
- 1978: Superman
- 1979: König Artus und der Astronaut (The Spaceman and King Arthur)

### Produktionsleitung
- 1980: Superman II – Allein gegen alle
- 1981: James Bond 007 – In tödlicher Mission (For Your Eyes Only)
- 1983: Superman III – Der stählerne Blitz
- 1984: Indiana Jones und der Tempel des Todes
- 1985: Santa Claus
- 1985: Die Farbe Lila
- 1989: Weiße Zeit der Dürre
- 1989: Henry V.
- 1995: Restoration – Zeit der Sinnlichkeit
- 1996: Sturm in den Weiden

### Produktion
- 1990: The Rainbow Thief
- 1991: Unter Verdacht (Under Suspicion)

## Auszeichnungen
- 1955: Juvenile Award (Ehrenoscar als bester Jugenddarsteller) für Besiegter Haß